# Graincourt-lès-Havrincourt
Graincourt-lès-Havrincourt és un municipi francès situat al departament del Pas de Calais i a la regió dels Alts de França. L'any 2007 tenia 615 habitants.

## Demografia

### Població
El 2007 la població de fet de Graincourt-lès-Havrincourt era de 615 persones. Hi havia 244 famílies de les quals 60 eren unipersonals (40 homes vivint sols i 20 dones vivint soles), 84 parelles sense fills, 88 parelles amb fills i 12 famílies monoparentals amb fills.
La població ha evolucionat segons el següent gràfic:
Habitants censats

### Habitatges
El 2007 hi havia 260 habitatges, 246 eren l'habitatge principal de la família, 2 eren segones residències i 12 estaven desocupats. Tots els 260 habitatges eren cases. Dels 246 habitatges principals, 185 estaven ocupats pels seus propietaris, 48 estaven llogats i ocupats pels llogaters i 13 estaven cedits a títol gratuït; 1 tenia una cambra, 5 en tenien dues, 22 en tenien tres, 68 en tenien quatre i 151 en tenien cinc o més. 176 habitatges disposaven pel capbaix d'una plaça de pàrquing. A 119 habitatges hi havia un automòbil i a 103 n'hi havia dos o més.

### Piràmide de població
La piràmide de població per edats i sexe el 2009 era:
| Homes | Edats   | Dones |
| ----- | ------- | ----- |
| 0     | 95 o +  | 0     |
| 0     | 90 a 94 | 12    |
| 4     | 85 a 89 | 0     |
| 4     | 80 a 84 | 12    |
| 24    | 75 a 79 | 8     |
| 16    | 70 a 74 | 24    |
| 12    | 65 a 69 | 16    |
| 8     | 60 a 64 | 12    |
| 4     | 55 a 59 | 8     |
| 16    | 50 a 54 | 4     |
| 28    | 45 a 49 | 20    |
| 36    | 40 a 44 | 36    |
| 24    | 35 a 39 | 32    |
| 16    | 30 a 34 | 16    |
| 24    | 25 a 29 | 20    |
| 12    | 20 a 24 | 0     |
| 28    | 15 a 19 | 32    |
| 20    | 10 a 14 | 28    |
| 32    | 5 a 9   | 16    |
| 8     | 0 a 4   | 36    |

## Economia
El 2007 la població en edat de treballar era de 417 persones, 316 eren actives i 101 eren inactives. De les 316 persones actives 294 estaven ocupades (177 homes i 117 dones) i 22 estaven aturades (5 homes i 17 dones). De les 101 persones inactives 33 estaven jubilades, 33 estaven estudiant i 35 estaven classificades com a «altres inactius».

### Ingressos
El 2009 a Graincourt-lès-Havrincourt hi havia 249 unitats fiscals que integraven 629 persones, la mediana anual d'ingressos fiscals per persona era de 16.419 €.

### Activitats econòmiques
Dels 21 establiments que hi havia el 2007, 1 era d'una empresa extractiva, 2 d'empreses alimentàries, 1 d'una empresa de fabricació d'altres productes industrials, 5 d'empreses de construcció, 1 d'una empresa de comerç i reparació d'automòbils, 4 d'empreses d'hostatgeria i restauració, 3 d'empreses immobiliàries, 1 d'una empresa de serveis, 1 d'una entitat de l'administració pública i 2 d'empreses classificades com a «altres activitats de serveis».
Dels 5 establiments de servei als particulars que hi havia el 2009, 2 eren guixaires pintors, 2 lampisteries i 1 perruqueria.
L'únic establiment comercial que hi havia el 2009 era una fleca.
L'any 2000 a Graincourt-lès-Havrincourt hi havia 19 explotacions agrícoles que ocupaven un total de 923 hectàrees.

## Equipaments sanitaris i escolars
El 2009 hi havia una escola elemental integrada dins d'un grup escolar amb les comunes properes formant una escola dispersa.

## Poblacions més properes
El següent diagrama mostra les poblacions més properes.